# Migające światła
Migające światła, inny tytuł polski Błyskające światła (duń. Blinkende lygter) – duńsko-szwedzka komedia kryminalna z 2000 roku w reżyserii Andersa Thomasa Jensena.

## Fabuła
Czterech drobnych przestępców z Kopenhagi decyduje się na skok życia. Kryminaliści przejmują 4 miliony koron, które powinny trafić w ręce mafijnego bossa. Bohaterowie planują ucieczkę do Barcelony, ale dopóki sprawa nie przycichnie, muszą przyczaić się w bezpiecznym miejscu. Na kryjówkę wybierają pusty dom w spokojnej leśnej okolicy, w którym planują spędzić kilka tygodni. Z biegiem czasu w szeregach przestępców słabnie zapał do ucieczki z kraju. Bohaterom podoba się życie na odludziu; zaczynają marzyć o osiedleniu się tu na stałe, rozpoczęciu nowego uczciwego życia. Lider pragnie wyremontować dom i założyć w nim restaurację. Problem w tym, że czwórka przyjaciół ma wciąż nieuregulowane rachunki z mafią i różnice między sobą.

## Obsada
- Søren Pilmark jako Torkild
- Ulrich Thomsen jako Peter
- Mads Mikkelsen jako Arne
- Nikolaj Lie Kaas jako Stefan
- Iben Hjejle jako Teresa (dziewczyna Torkilda)
- Sofie Gråbøl jako Hanne (dziewczyna Stefana)
- Ole Thestrup jako Alfred (myśliwy)
- Frits Helmuth jako Carl (lekarz)

## Produkcja
Zdjęcia kręcono w Kopenhadze.